# Partito Comunista Paraguaiano
Il Partito Comunista Paraguaiano (in spagnolo Partido Comunista Paraguayo) è un partito comunista in Paraguay.

## Storia
È stato fondato il 19 febbraio 1928 e in seguito è stato accettato come sezione locale dell'Internazionale Comunista.
Ha riacquistato la legalità per un breve periodo nel 1936 e nuovamente dal 1946 al 1947. 
Durante il regime militare di Alfredo Stroessner, membro del Partito Colorado, è stato brutalmente represso. Dopo la caduta del regime di Alfredo Stroessner è stato legalizzato.